# Dr. Dolittle 4
Dr. Dolittle 4 (în engleză Dr. Dolittle: Tail to the Chief) este un film de comedie fantastic direct pe video din 2008 regizat de Craig Shapiro. Rolurile principale au fost interpretate de actorii Kyla Pratt și Norm Macdonald. Este al patrulea film din seria Doctor Dolittle și al doilea direct-pe-video după Dr. Dolittle 3 (2006).

## Distribuție
- Kyla Pratt - Maya Dolittle
- Peter Coyote - President Sterling
- Niall Matter - Cole Fletcher
- Elise Gatien - Courtney Sterling
- Malcolm Stewart - Chief Dorian
- Christine Chatelain - Selma Dixon
- Karen Holness - Lisa Dolittle

### Roluri de voce
- Norm Macdonald - Lucky the Dog (uncredited)[3]
- Jennifer Coolidge - Daisy
- Maggie Marson - Rabbit
- Benjamin Diskin - Anteater
- Greg Ellis - Wallaby
- Richard Kind - Groundhog
- Nolan North - Parrot
- Philip Proctor - Drunk Monkey
- Diana Yanez - Chinchilla